# Ermenegildo Pellegrinetti
Ermenegildo Pellegrinetti (Camaiore, 27 marzo 1876 – Roma, 29 marzo 1943) è stato un cardinale e arcivescovo cattolico italiano.

## Biografia
Nato a Camaiore il 27 marzo 1876, studiò presso il seminario di Lucca, poi a Roma presso la Pontificia accademia di San Tommaso d'Aquino, e nell'ex Università Pontificia di Sant'Apollinare (ora Pontificia Università della Santa Croce).
Fra le due grandi guerre fu nunzio apostolico in Polonia e poi in Jugoslavia, occupandosi dei rapporti fra la Sede Apostolica e le gerarchie cattoliche locali dal 1922 al 1937, anno in cui fu creato cardinale da Papa Pio XI, nel concistoro del 13 dicembre 1937.
Morì il 29 marzo 1943, all'età di 67 anni.

## Genealogia episcopale e successione apostolica
La genealogia episcopale è:
- Cardinale Scipione Rebiba
- Cardinale Giulio Antonio Santori
- Cardinale Girolamo Bernerio, O.P.
- Arcivescovo Galeazzo Sanvitale
- Cardinale Ludovico Ludovisi
- Cardinale Luigi Caetani
- Cardinale Ulderico Carpegna
- Cardinale Paluzzo Paluzzi Altieri degli Albertoni
- Papa Benedetto XIII
- Papa Benedetto XIV
- Papa Clemente XIII
- Cardinale Marcantonio Colonna
- Cardinale Giacinto Sigismondo Gerdil, B.
- Cardinale Giulio Maria della Somaglia
- Cardinale Carlo Odescalchi, S.I.
- Vescovo Eugène de Mazenod, O. M. I.
- Cardinale Joseph Hippolyte Guibert, O. M. I.
- Cardinale François-Marie-Benjamin Richard de la Vergne
- Cardinale Pietro Gasparri
- Cardinale Ermenegildo Pellegrinetti

La successione apostolica è:
- Vescovo Janez Franciszek Gnidovec, C.M. (1924)
- Arcivescovo Ivan Rafael Rodić, O.F.M. (1924)
- Vescovo Lajlo Budanovic (1927)